# Jamaame
Jamaame (arabă جمامة) este un oraș din Somalia.